# Islands in the Stream
Islands in the Stream è un brano musicale scritto dai Bee Gees e interpretato in duetto dagli artisti country Kenny Rogers e Dolly Parton. Il singolo è stato pubblicato nel 1983 come estratto dall'album Eyes That See in the Dark di Kenny Rogers.
Il titolo è tratto dal romanzo Isole nella corrente di Ernest Hemingway, in inglese intitolato appunto Islands in the Stream.

## Tracce
- 7" (USA)

1. Islands in the Stream
2. I Will Always Love You

- 7" (UK)

1. Islands in the Stream
2. Midsummer Nights

## Formazione
- Kenny Rogers – voce
- Dolly Parton – voce
- Barry Gibb – chitarra, voce
- Maurice Gibb – chitarra, basso, sintetizzatore
- Tim Renwick – chitarra
- George Terry – chitarra
- George Bitzer – piano, sintetizzatore
- Albhy Galuten – piano, sintetizzatore
- Ron Ziegler – batteria
- Joe Lala – percussioni
- Peter Graves – corni
- Whit Sidener – corni
- Ken Faulk – corni
- Neal Bonsanti – corni

## Altre versioni e cover
I Bee Gees, autori della canzone, hanno registrato una loro versione nel 2001 con Robin Gibb alla voce, pubblicandola nella raccolta Their Greatest Hits: The Record.
Nel 2009, per il progetto Comic Relief, gli attori Ruth Jones e Rob Brydon, nei personaggi di Vanessa Jenkins e Bryn West della serie Gavin & Stacey, insieme a Tom Jones e Robin Gibb hanno pubblicato il brano, dal titolo (Barry) Islands in the Stream, in chiave "comedy".
Molti artisti hanno reinterpretato il brano come cover: tra questi Peter Thorup e Anne-Grete con testo tradotto in danese nel 1984, Kikki Danielsson in svedese per il suo album Singles Bar (1983), Barry Manilow con Reba McEntire per l'album The Greatest Songs of the Eighties (2007), Ronan Keating con The McClymonts per l'album Duet (2010).